# اچتسر
اچتسر (به مجاری: Ácsteszér) یک شهرداری در مجارستان است که در ناحیه کیشبر واقع شده‌است. اچتسر ۱۷٫۷۳ کیلومتر مربع مساحت و ۷۶۷ نفر جمعیت دارد.